# Lilla Storstensgrund
Lilla Storstensgrund är en ö i Finland. Den ligger i Norra kvarken och i kommunen Korsholm i den ekonomiska regionen  Vasa i landskapet Österbotten, i den västra delen av landet. Ön ligger omkring 33 kilometer nordväst om Vasa och omkring 400 kilometer nordväst om Helsingfors.
Öns area är 0,6 hektar och dess största längd är 200 meter i sydväst-nordöstlig riktning.